# HTC Hero
HTC Hero è uno smartphone prodotto da HTC.

## Caratteristiche
Il dispositivo si basa sul sistema operativo per dispositivi portatili Android, la piattaforma open source basata sul kernel Linux.
Il processore è un Qualcomm MSM7200A con clock a 528 MHz, la capacità di memoria è di 288MB di RAM per la gestione dei software in esecuzione e 512MB di Flash ROM per l'archiviazione di dati con slot di espansione MicroSD compatibile con lo standard SD 2.0.
L'interfaccia utente è di tipo touch screen, tramite display da 3.2" TFT-LCD con risoluzione 320x480 HVGA; questo è il primo dispositivo di HTC a supportare questo tipo di interfaccia.
Le dimensioni sono di 112 x 56,2 x 14,35 mm, il massa è di 135 grammi con la batteria inserita.
A seconda del mercato di destinazione, le frequenza di rete supportate sono 900/2100 MHz HSPA/WCDMA per il mercato americano oppure GSM/GPRS/EDGE ad 850/900/1800/1900 MHz quad-band.
Il dispositivo supporta anche la connessione HSDPA/HSUPA con un rate massimo di 7.2 Mb/s in download e di 2 Mb/s in upload.
A complemento sono disponibili anche:
- interfaccia wireless IEEE 802.11b/g
- interfaccia Bluetooth 2.0 con Enhanced Data Rate
- ricevitore GPS integrato
- connettore Mini USB 2.0 per il collegamento ad altri dispositivi (es. computer) e la ricarica della batteria
- uscita audio stereo con mini-jack da 3.5 mm
- fotocamera digitale da 5.0 megapixel con autofocus

Nell'uso come riproduttore multimediale, supporta i formati video MPEG-4, H.263, H.264 e WMV9 e i formati audio MP3, AAC (comprese le varianti AAC+ e AAC-LC), WAV, MIDI, WMA9 e AMR-NB.
La batteria è un accumulatore agli ioni di litio con capacità di 1350 mAh.
Nella versione bianca il retro del dispositivo è in Teflon, un materiale plastico che assicura un'elevata resistenza a diversi fattori.
Il dispositivo infine è dotato di accelerometro e di bussola magnetica a complemento delle utilità di navigazione satellitare.

## Interfaccia utente: HTC Sense
HTC ha sviluppato per questo modello una nuova interfaccia utente, denominata HTC Sense, utilizzata poi in tutti i telefoni della compagnia di Taiwan.
HTC Sense fa ampio uso di icone e widget sfruttando le caratteristiche touch-screen.
Sono già integrate una serie di applicazioni per l'accesso ai social network, come Facebook e Twitter e per altre utilità legate all'accesso in rete (informazioni meteo e finanziarie).